# Lepidium fraseri
Lepidium fraseri är en korsblommig växtart som beskrevs av Albert Thellung. Lepidium fraseri ingår i släktet krassingar, och familjen korsblommiga växter. Inga underarter finns listade i Catalogue of Life.